# Cupha alexis
Cupha alexis är en fjärilsart som beskrevs av Grose-smith 1898. Cupha alexis ingår i släktet Cupha och familjen praktfjärilar. Inga underarter finns listade i Catalogue of Life.